# PTO-4
PTO-4 var ett militärt skolflygplan, som konstruerades och byggdes i Estland 1938.
De estländska flygingenjörerna Voldemar Post, Rein Tooma och Otto Org, som tidigare hade konstruerat skolflygplanet PON-1, ritade och byggde 1938 skolflygplanet PTO-4. Detta var ett tvåsitsigt, lågvingat monoplan, som hade en De Havilland Gypsy-motor på 120 hästkrafter och som kunde utrustas med landningsställ med hjul eller skidor. Flygplanet hade en högsta fart på 245 kilometer i timmen och en högsta flyghöjd på 5 000 meter. Flygplanet togs i tjänst av Estniska flygvapnet den 12 oktober 1938.
Estniska flygvapnet införskaffade två PTO-4, ett med en öppen sittbrunn och ett med huv. Sex flygplan byggdes för civil användning, av vilka fem användes av Eesti Aeroklubi, en flygklubb som drevs av estländsk militär. Fyra exemplar överlevde den första sovjetiska ockupationsperioden 1940–1941.